# Détroit de Nelson (Chili)
Pour les articles homonymes, voir Détroit de Nelson.
Le détroit de Nelson est un bras de mer  situé dans l'archipel de la Reine Adélaïde, au Chili. Ce détroit est situé dans la région de Magallanes et de l'Antarctique chilienne, en Patagonie chilienne. Il relie l'océan Pacifique au sud-ouest avec deux canaux patagoniens au nord-est : le canal Castro (es) et le canal Smyth.

## Géographie

### Localisation
Le détroit débouche à l'ouest sur l'océan Pacifique, à 51° 40′ S, 75° 00′ O, entre l'île Diego de Almagro au nord et l'île Ramírez au sud. Il s'étend vers l'est en s'élargissant et en perdant de la profondeur ; il s'ouvre ainsi, du nord-est au sud-est, aux coordonnées 51° 35′ 00″ S, 74° 53′ 00″ O, sur deux bras de mer séparés par une zone de hauts-fonds parsemée d'îlots et de récifs : le canal Castro (es) et le canal Smyth. 

### Navigation
Le détroit de Nelson n'est pas adapté à la navigation de haute mer.